# Кепилнаш
Кепилнаш (рум. Căpâlnaș) — село у повіті Арад в Румунії. Входить до складу комуни Біркіш.
Село розташоване на відстані 348 км на північний захід від Бухареста, 73 км на схід від Арада, 138 км на південний захід від Клуж-Напоки, 80 км на схід від Тімішоари.

## Населення
За даними перепису населення 2002 року у селі проживали 1000 осіб.
Національний склад населення села:
| Національність | Кількість осіб | Відсоток |
| -------------- | -------------- | -------- |
| румуни         | 843            | 84,3%    |
| цигани         | 149            | 14,9%    |
| угорці         | 6              | 0,6%     |

Рідною мовою назвали:
| Мова      | Кількість осіб | Відсоток |
| --------- | -------------- | -------- |
| румунська | 843            | 84,3%    |
| циганська | 149            | 14,9%    |
| угорська  | 6              | 0,6%     |